# День Гарібальді
День Джузеппе Гарібальді — святкування дня народження народного героя Італії, військового вождя Рісорджіменто, національно-визвольного руху італійців проти іноземного панування і за об'єднання роздробленої Італії, Джузеппе Гарібальді, що поширене в Італії.

## Загальні відомості про свято
Святкування відбувається у всіх містах Італії. Наймасштабнішими вони є в Римі, Мілані та Болоні. В 2007 році до двохсотріччя з Дня Народження Гарібальді поштою країни було випущено марку та вітальну листівку, а монетним двором — ювілейну медаль. Цього дня в багатьох містах Італії відбуваються виставки присвячені Гарібальді.